# Wilfried Paulsen
Wilfried Paulsen (31 de juliol de 1828 - 6 de febrer de 1901) va ser un mestre d'escacs alemany, germà gran de Louis Paulsen.

## Resultats destacats en competició
Va empatar al 3r-5è llocs a Düsseldorf 1862 (2n Congrés d'Alemanya Occidental, Kongresse des Westdeutschen Schachbundes (WDSB), el campió fou Max Lange); va ocupar el segon lloc, darrere de Lange, a Düsseldorf 1863 (3r WDSB–Kongress); va guanyar a Colònia 1867 (6è WDSB–Congress, Quadrangular); va compartir 3r a Aquisgrà 1868 (7è WDSB–Congress, Lange campió); va ocupar 5è llocs a Barmen 1869 (8è WDSB–Congress, el campió fou Adolf Anderssen); va ocupar el sisè lloc a Krefeld 1871 (9è WDSB–Congress, el guanyador fou Louis Paulsen) i va guanyar a Düsseldorf 1876 (10è WDSB–Congress).
Va compartir 11è llcos a Leipzig 1877 (3r Congrés central alemany, Kongresse des Mitteldeutschen Schachbundes (MDSB), guanyador L. Paulsen); empatà als llocs 5-6è a Frankfurt 1878 (12è WDSB–Congress, L. Paulsen guanyà); va ocupar el 10è lloc a Leipzig 1879 (1r Congrés alemany del DSB, Kongresse des Deutschen Schachbundes (DSB), Berthold Englisch guanyà); va ocupar el 6è lloc a Braunschweig 1880 (13è WDSB–Congress, L. Paulsen guanyà); va ocupar l'11è lloc a Wiesbaden 1880 (van compartir el primer lloc Joseph Henry Blackburne, Englisch i Adolf Schwarz).
Va aconseguir l'11è lloc a Berlín 1881 (2n DSB–Congress, Blackburne guanyà); va ocupar el 15è lloc a Nuremberg 1883 (3r DSB–Congress, va guanyar Szymon Winawer); acabà empatat als llocs 16-17 a Hamburg 1885 (4t DSB–Congress, Isidor Gunsberg va guanyar); acabà empatat als llocs 5-6è a Leipzig 1888 (van guanyar Curt von Bardeleben i Fritz Riemann), i empatà als llocs 16è-17è a Dresden 1892 (7è DSB–Congress, Siegbert Tarrasch fou el campió).